# Mayetiola festucae
Mayetiola festucae är en tvåvingeart som beskrevs av Ertel 1975. Mayetiola festucae ingår i släktet Mayetiola och familjen gallmyggor. Inga underarter finns listade i Catalogue of Life.